# نیکولای بورگنسن
نیکولای بورگنسن (انگلیسی: Nicolai Boilesen؛ زادهٔ ۱۶ فوریهٔ ۱۹۹۲) بازیکن فوتبال اهل دانمارک است.
از باشگاه‌هایی که در آن بازی کرده‌است می‌توان به باشگاه فوتبال آژاکس آمستردام و باشگاه فوتبال بروندبی اشاره کرد.
وی همچنین در تیم‌های ملی فوتبال دانمارک بازی کرده‌است.